# Giorno internazionale del gatto
Il Giorno internazionale del gatto è una celebrazione che viene osservata ogni anno l'8 agosto. Fu creata nel 2002 dall'International Fund for Animal Welfare.
La Giornata nazionale del gatto viene invece celebrata il 17 febbraio in Italia e Polonia, il 22 febbraio in Giappone, il 1º marzo in Russia, e il 29 ottobre negli Stati Uniti. In Canada coincide con il Giorno internazionale del gatto.